# Bernard IV de Saxe-Meiningen
Bernard IV de Saxe-Meiningen, né le 30 juin 1901 à Cologne, décédé le 4 octobre 1984 à Krozingen, est un prince allemand, chef de la Maison ducale de Saxe-Meiningen de 1946 à sa mort.

## Origines
Bernard IV de Saxe-Meiningen appartient à la Maison ducale de Saxe-Meiningen, appartenant à la troisième branche de la Maison de Wettin, la lignée des Saxe-Meiningen appartient à la branche Ernestine fondée par Ernest de Saxe. Cette Maison ducale est toujours existante, elle est représentée par son fils, le prince Frédéric-Conrad de Saxe-Meiningen.

## Biographie
Bernard IV de Saxe-Meiningen est le fils de Frédéric Jean de Saxe-Meiningen et de Adélaïde de Lippe-Biesterfeld. Il succède à son frère Georges III en 1946, il devient ainsi le chef de la Maison ducale de Saxe-Meiningen et prend le titre de duc.
Le 25 avril 1931, il épouse morganatiquement Margot Größler (1911-1998) dont il divorce en 1947. Deux enfants naissent de cette union mais ne sont pas dynastes :
- Feodora de Saxe-Meiningen, née en 1932, en 1967 elle épouse Burkard Kippenberg (né en 1927)
- Frédéric-Ernest de Saxe-Meiningen (1935-2004), en 1962 il épouse Ehrengard von Massow (née en 1933) dont il divorce en 1973, puis en 1977 il épouse Béatrice de Saxe-Cobourg-Gotha. Il est le père de Constantin de Saxe-Meiningen, né en 1980, qui a été désigné par son oncle Frédéric-Conrad comme héritier du titre ducal.

Le 11 août 1948, Bernard IV de Saxe-Meiningen épouse en secondes noces Vera Schäffer, baronne von Bernstein 
(1914-1994). Trois enfants naissent de cette union et sont dynastes :
- Éléonore de Saxe-Meiningen, née en 1950, en 1982 elle épouse Peter Rosden (né en 1947).
- Frédéric-Conrad de Saxe-Meiningen, né en 1952, duc de Saxe-Meiningen, chef de la Maison ducale depuis 1984, sans alliance.
- Almute de Saxe-Meiningen, née en 1959, en 1993 elle épouse Eberhard von Braunschweig (né en 1954).